# Le Blob
Pour les articles homonymes, voir Blob.
Pour plus de détails, voir Fiche technique et Distribution.
Le Blob (The Blob) est un film américain d'horreur réalisé par Chuck Russell et sorti en 1988. Il s'agit d'un remake de Danger planétaire (The Blob) sorti en 1958.
Recevant des critiques mitigées, le film est par ailleurs un échec au box-office.

## Fiche technique
Sauf indication contraire, les informations mentionnées dans cette section peuvent être confirmées par la base de données cinématographiques IMDb,  présente dans la section « Liens externes ».
- Titre français : Le Blob
- Titre original : The Blob
- Réalisation : Chuck Russell
- Scénario : Chuck Russell et Frank Darabont, d'après le scénario original de Theodore Simonson et Kay Linaker, lui-même basé sur une idée d'Irving H. Millgate
- Musique : Michael Hoenig
- Photographie : Mark Irwin
- Montage : Tod Feuerman et Terry Stokes
- Production : Jack H. Harris et Elliott Kastner
- Société de production et de distribution : TriStar
- Pays de production :  États-Unis
- Langue originale : anglais
- Format : Couleur - 35 mm - 1.85:1 - son Ultra Stéréo
- Genre : horreur, science-fiction
- Durée : 90 minutes
- Budget : 10 000 000 $[2]
- Dates de sortie[3] : 
  - États-Unis : 5 août 1988
  - France : 1er février 1989
- Classification : interdit aux moins de 12 ans (France)

## Distribution
- Kevin Dillon (VF : Emmanuel Jacomy) : Brian Flagg
- Shawnee Smith (VF : Stéphanie Murat) : Megan Penny
- Joe Seneca (VF : Jean-Claude Sachot) : Dr Christopher Meddows
- Jeffrey DeMunn (VF : Jean-Claude Robbe) : le shérif Herbert Geller
- Art LaFleur (VF : Michel Modo) : Thomas Penny
- Donovan Leitch, Jr. (VF : Chris Benard) : Paulander Taylor
- Candy Clark (VF : Véronique Augereau) : Francine Hewitt
- Del Close (VF : Yves Barsacq) : le révérend Jacob Meeker
- Paul McCrane (VF : Gilbert Levy) : le shérif adjoint William Briggs
- Ricky Paull Goldin (VF : Éric Baugin) : Prescott Jeske
- Sharon Spelman (VF : Nicole Favart) : Mme Penny
- Michael Kenworthy : Kevin Penny
- Beau Billingslea (VF : Tola Koukoui) : Moss Woodley
- Jamison Newlander   : Anthony
- Billy Beck (VF : Claude Joseph) : le sans-abri
- Erika Eleniak (VF : Kelvine Dumour) : Victoria De Soto
- Douglas Emerson : Edward
- Clayton Landey (VF : Philippe Peythieu) : George Ruit
- Frank Collison : Hobbs

## Production

### Genèse et développement
Le scénariste Frank Darabont rencontre Chuck Russell en 1981, sur le tournage de Une nuit infernale (Hell Night) de Tom DeSimone (Frank Darabont y officie comme assistant de production, le second comme producteur délégué). Avant de coécrire Le Blob, ils collaborent sur Les Griffes du cauchemar (1987). Chuck Russell et Frank Darabont proposent ainsi le projet The Blob à New Line Cinema, qui produit Les Griffes du cauchemar, mais le studio refuse. C'est finalement TriStar qui produit le film.

### Attribution des rôles
Un rôle est proposé à Chad McQueen, fils de Steve McQueen (acteur principal du film original Danger planétaire). Chad McQueen refuse car il n'apprécie pas le script et ne souhaite pas être lié à un projet basé sur un film dans lequel a joué son père.
Del Close (en), qui incarne ici le révérend Jacob Meeker, incarnait un sans-abri dans Attention au blob ! (1972), la suite du film original de 1958.
Chuck Russell fait un caméo dans le rôle du patron du cinéma.

### Tournage
Le tournage a lieu à Abbeville en Louisiane.

## Accueil
Le film reçoit des critiques partagées. Sur l'agrégateur américain Rotten Tomatoes, il récolte 62% d'opinions favorables pour 26 critiques et une note moyenne de 5,80⁄10.
Côté box-office, le film ne rapporte que 8 247 943 $ aux États-Unis, trop peu avec un budget de 10 millions de dollars,. En France, il n'attire que 373 711 entrées

## Distinctions

### Nominations
- Saturn Awards
  - Meilleur film de science-fiction
  - Meilleure musique pour Michael Hoenig
- Fantasporto
  - Meilleur film
- Young Artist Awards
  - Meilleure actrice dans un film d'horreur pour Shawnee Smith
  - Meilleur acteur dans un film d'horreur pour Ricky Paull Goldin

## Projet deremake
Le film devait faire l'objet d'un remake par le réalisateur Rob Zombie, qui a finalement abandonné le projet en 2010. Simon West a lui aussi été lié à un projet de remake[réf. nécessaire].

## Clins d’œil
L'utilisation de motocyclettes de la marque Triumph est une référence à Steve McQueen, grand passionné de moto et acteur principal du film original Danger planétaire.
Le nom du shérif est un clin d’œil au musicien de jazz Herb Geller.
Le coscénariste Frank Darabont a inclus dans le script plusieurs allusions à Stephen King, notamment au roman Le Fléau (1978). Brian Flagg est ainsi nommé en clin d’œil à Randall Flagg, personnage apparaissant dans plusieurs romans de l'auteur. Shawnee Smith incarne quant à elle Meg Penny, hommage à Pennywise, le clown maléfique du roman Ça.